# 坂田 (君津市)
坂田（さかだ）は、千葉県君津市の地名。丁番を持たない単独町名で、郵便番号は299-1142。

## 地理
市内北西部の小糸川下流右岸、東京湾岸道路（国道16号）の南側に位置する。南部の平地が住宅化に伴い別の町として分離したため、現在は主に海岸部と内陸側を区切る高台上が大字坂田の範囲となっている。
北で君津、東で木更津市畑沢（飛地）・木更津市畑沢南・君津台・陽光台・高坂、南で東坂田・西坂田、西で大和田とそれぞれ接するほか、北東端（国道16号上）で木更津市築地ともわずかに接する（特記ないものは君津市）。また、君津台と木更津市畑沢南の境界上に飛地が存在し（北緯35度20分30秒 東経139度53分52秒 / 北緯35.34167度 東経139.89778度）、坂田地内には大和田の飛地が存在する（君津市立大和田小学校校舎部分）。

### 河川
- 烏田川

## 歴史

### 沿革
- 江戸時代 - 周淮郡坂田村成立。
- 1873年（明治6年） - 坂田村、千葉県に所属。
- 1889年（明治22年）4月1日 - 町村制施行により周淮郡周西村大字坂田となる。
- 1897年（明治30年）4月1日 - 周西村、郡統合により君津郡所属となる。
- 1915年（大正4年）1月15日 - 地内[注 1]に国鉄木更津線（現：JR内房線）周西駅開業。
- 1943年（昭和18年）4月1日 - 周西村と八重原村が合併し君津郡君津町が成立、同町の大字となる。
- 1956年（昭和31年）4月10日 - 周西駅が君津駅に改称。
- 1971年（昭和46年）9月1日 - 君津町が市制施行し、君津市となる。
- 1977年（昭和52年）10月1日 - 南部で住居表示実施[4]、東坂田1丁目-4丁目、西坂田1丁目-4丁目として分立。
- 1981年（昭和56年） - 南部の一部が大和田3丁目・5丁目に分割。
- 以降 - 東部の一部が君津台1丁目-3丁目として分立[要検証 – ノート]。

## 世帯数と人口
2017年（平成29年）10月31日現在の世帯数と人口は以下の通りである。
| 大字 | 世帯数  | 人口  |
| ---- | ------- | ----- |
| 坂田 | 386世帯 | 840人 |

## 小・中学校の学区
市立小・中学校に通う場合、学区は以下の通りとなる。
| 番地 | 小学校             | 中学校             |
| ---- | ------------------ | ------------------ |
| 全域 | 君津市立坂田小学校 | 君津市立周西中学校 |

## 交通
地内を通る鉄道路線はない。最寄駅は内房線君津駅。

### バス
- 日東交通
  - 君津市内循環線 君津駅北口 - 君津製鐵所 - 坂田 - 大和田 - 君津駅北口 - 八重原社宅（循環ルート）
  - 富津線 木更津駅東口行・富津公園行
- 君津市コミュニティバス
  - 人見・大和田・神門線 君津市役所⇒君津高校⇒大和田橋⇒神門⇒大和田郵便局⇒大和田橋⇒君津高校⇒君津市役所（循環ルート）

### 道路
国道
- 国道16号

主要地方道
- 千葉県道90号木更津富津線

一般県道
- 千葉県道159号君津大貫線

## 施設
- 君津市立坂田小学校
- 君津市立周西中学校
- 千葉県立君津高等学校
- 独立行政法人高齢・障害・求職者雇用支援機構 千葉支部 千葉職業能力開発促進センター君津訓練センター
- 坂田八幡神社
- 浅間神社
- 長福寺

公立小学校の学区は全域で君津市立坂田小学校、公立中学校は君津市立周西中学校。